# Amon (demon)
Amon ili Aamon, u demonologiji, sedmi duh Goecije. Predstavlja vojvodu u paklu koji vodi četrdeset legija duhova. Uzima lik vuka sa zmijskim repom. Može rigati vatru. Prizivatelj ga može natjerati da uzme ljudski oblik, ali tada ima glavu gavrana ili, prema drugim izvorima, sove, koja ponekad ima pseće zube.
U Egiptu su ga osobito štovali u ovom obliku, spominjući da je u ljudskom obliku imao plavu kožu. Dobar je poznavatelj prošlosti, a jednako tako može predviđati budućnost. Miri posvađane prijatelje.